# Chlorophonia
Chlorophonia es un género de aves paseriformes de la familia Fringillidae, que incluye especies nativas de las selvas húmedas de la América tropical (Neotrópico). A sus miembros se les conoce por el nombre común de clorofonias.
En ocasiones se le incluye dentro de Thraupidae.

## Lista de especies
Según las clasificaciones del Congreso Ornitológico Internacional (IOC) y Clements checklist/eBird, el género agrupa a las siguientes especies con el respectivo nombre popular de acuerdo con la Sociedad Española de Ornitología (SEO):
- Chlorophonia elegantissima (Bonaparte, 1838) – eufonia elegante;
- Chlorophonia musica (Gmelin, 1789) – eufonia de la Española;
- Chlorophonia flavifrons (Sparrman, 1789) – eufonia de las Antillas Menores;
- Chlorophonia sclateri (P.L. Sclater, 1854) – eufonia de Puerto Rico;
- Chlorophonia cyanocephala (Vieillot, 1819) – eufonia culidorada;
- Chlorophonia callophrys (Cabanis, 1861) – clorofonia cejidorada;
- Chlorophonia cyanea (Thunberg, 1822) – clorofonia nuquiazul;
- Chlorophonia flavirostris (P.L. Sclater, 1861) – clorofornia acollarada;
- Chlorophonia occipitalis (Du Bus de Gisignies, 1847) – clorofornia coroniazul;
- Chlorophonia pyrrhophrys (P.L. Sclater, 1851) – clorofonia pechicastaña.

## Taxonomía
Las especies C. elegantissima, C. musica y C. cyanocephala fueron transferidas desde el género Euphonia al presente.
Las especies C. flavifrons y C. sclateri, fueron separadas de C. musica.